# Mathilda (novela)
Mathilda, o Matilda, es la segunda novela de la escritora británica Mary Shelley, basada en los clásicos temas del Romanticismo, tales como el incesto y el suicidio. Fue escrita entre agosto de 1819 y febrero de 1820. 

## Contexto
La actividad de escribir novelas cortas distrajo a Mary Shelley de su aflicción luego de la muerte de su hija de un año de edad, Clara, en Venecia, ocurrida en septiembre de 1818 y de su hijo de tres años, William, en junio de 1819 en Roma. Estas pérdidas sumergieron a Mary Shelley en una depresión que la distanció emocionalmente de Percy Shelley y la dejó, según él, "al borde de la desesperación".

## Argumento
Relatando la historia desde su lecho de muerte, Matilda cuenta la historia de la confesión de su padre sobre el amor que sentía hacia ella, seguido por su suicidio mediante ahogamiento; su relación con un talentoso poeta joven llamado Woodville fracasa ante el objetivo de remendar las emociones de Matilda o prevenir su muerte solitaria.

## Recepción
Los críticos han tomado a menudo el texto como autobiográfico, siendo los tres personajes principales William Godwin, Mary Shelley, y Percy Shelley. La historia en sí misma, sin embargo, no es autobiográfica. El análisis del primer esbozo de Matilda, titulado "The Fields of Fancy", revela que Mary Shelley tomó como punto de partida el libro sin finalización de Mary Wollstonecraft, "The Cave of Fancy", en el cual la madre de una niña muere en un naufragio. Al igual que Mary Shelley, Matilda idealiza a su madre fallecida. Según la editora Janet Todd, la ausencia de la madre en las últimas páginas de la novela sugieren que la muerte de Matilda la une con su madre, permitiendo un lazo con el padre, también fallecido. La crítica Pamela Clemit se resiste a tomar la novela como autobiográfica y argumenta que Mathilda ha sido creada con un propósito artístico, utilizando narraciones informales en el estilo de su padre, además de la búsqueda utilizada en la obra de William Godwin Caleb Williams y en Frankenstein, de Mary Shelley. La primera editora de la novela, Elizabeth Nitchie, notó sus fallas de "verbosidad, argumento pobre, y caracterizaciones estereotípicas y extravagantes" pero elogió "la situación y los sentimientos de los personajes y las frases, que suelen ser vigorosas y precisas".

## Publicación
Mary Shelley envió la versión final de Mathilda a su padre en Inglaterra, para luego publicarla. Sin embargo, aunque Godwin admiró ciertos aspectos de la novela, encontró la temática del incesto "desagradable y detestable" y no devolvió el manuscrito pese a los pedidos repetidos de su hija. Bajo la luz de la muerte posterior de Percy Shelley por ahogamiento, Mary Shelley pasó a catalogar a la novela como siniestra; se describió a sí misma y a Jane Williams "conduciendo (como Matilda) a través del mar para saber si realmente pasaremos el resto de nuestra vida condenadas a la infelicidad". La novela fue publicada por primera vez en 1959, editada por Elizabeth Nitchie de papeles dispersos. Se ha convertido en, posiblemente, la novela más famosa de Mary Shelley después de Frankenstein.